# 七宗町

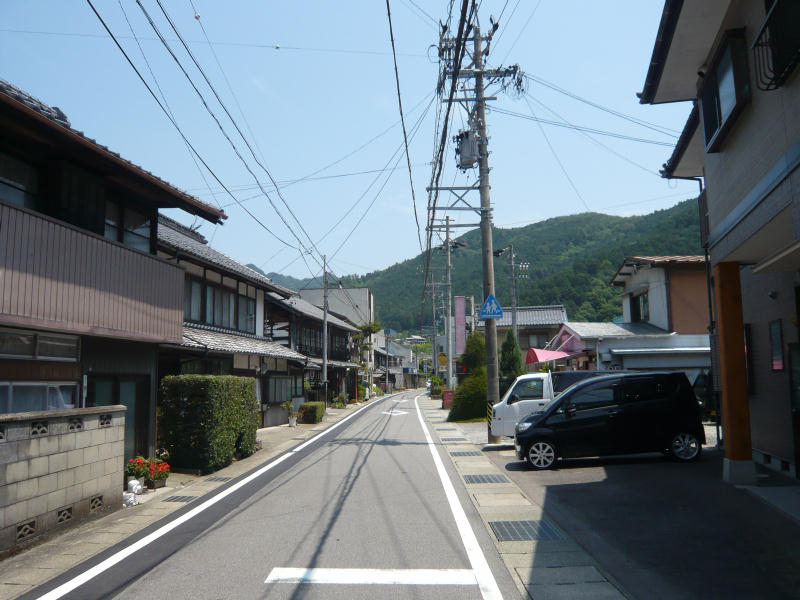
七宗町上麻生地区の町並み

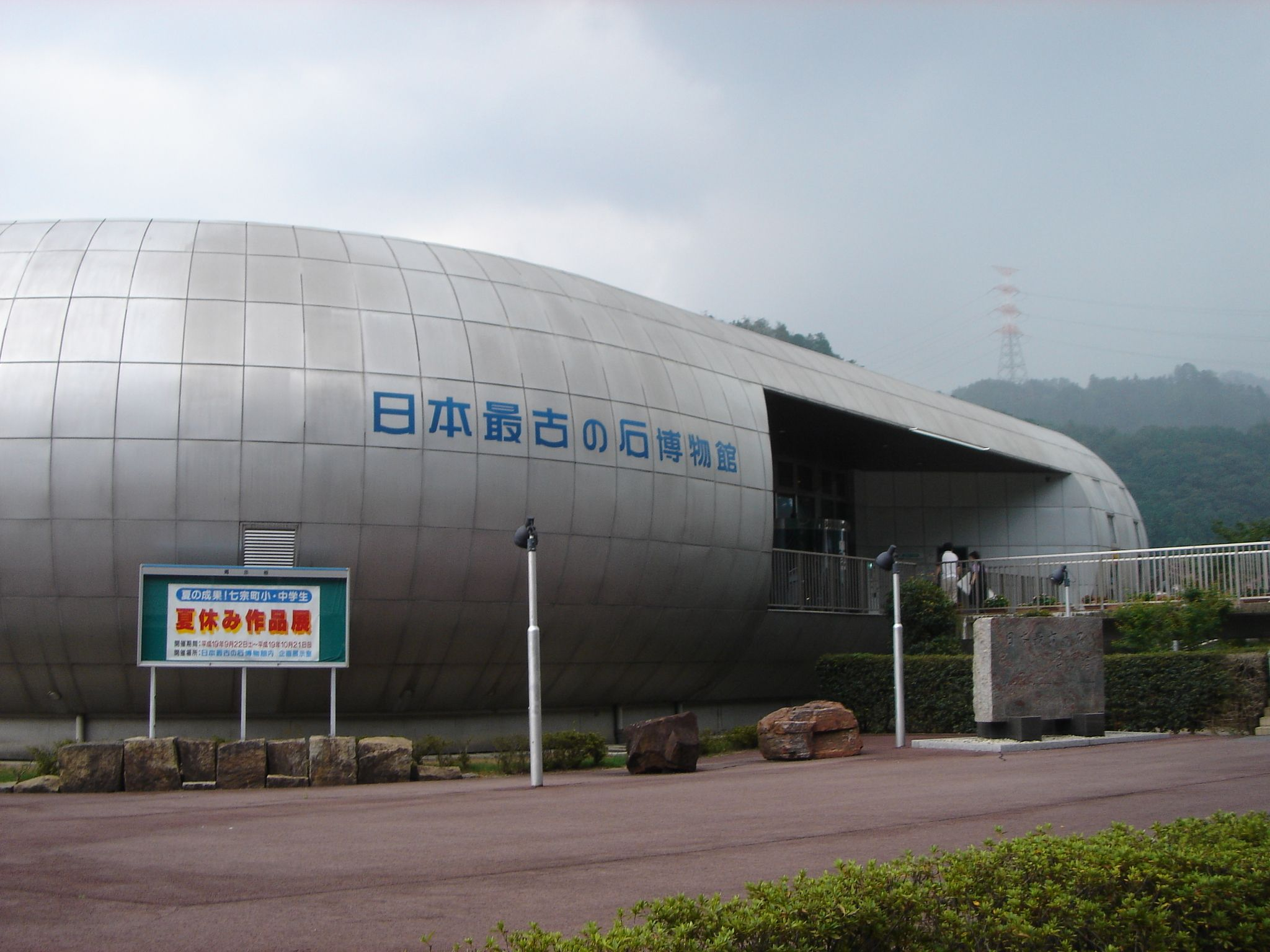
日本最古の石博物館

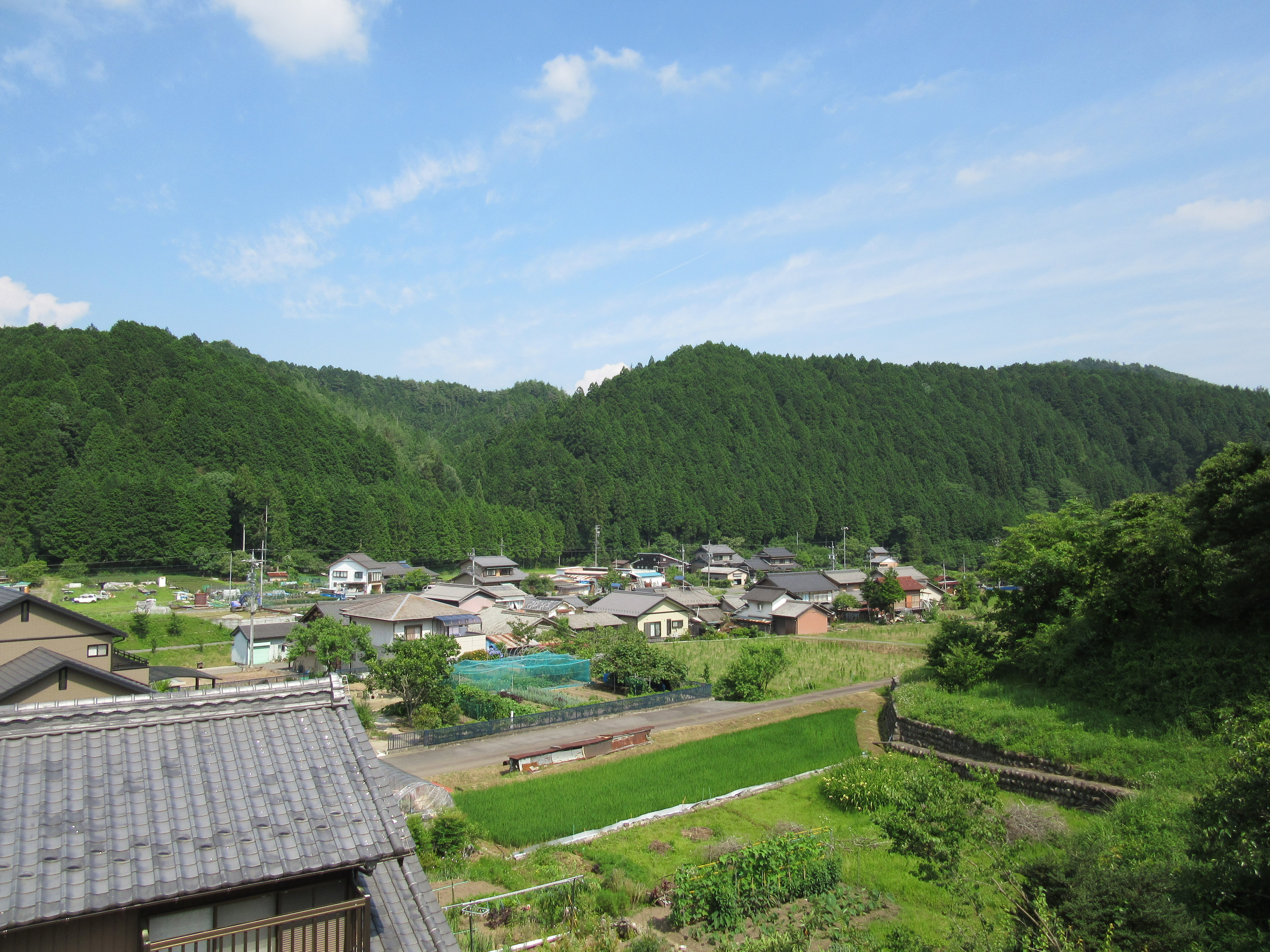
神淵地区の風景

七宗町（ひちそうちょう）は、岐阜県の中南部に位置する町。町名は東北部に位置する7つの高峰に由来する。「宗」は祖霊舎を意味し、町の北部にそびえる峰々が古来より「七宗山」「七宗権現」と呼ばれ、崇められてきたという歴史にちなむ。

## 地理
名古屋市から北に50kmほどに位置し濃尾平野からやや山地に入ったところに位置する。

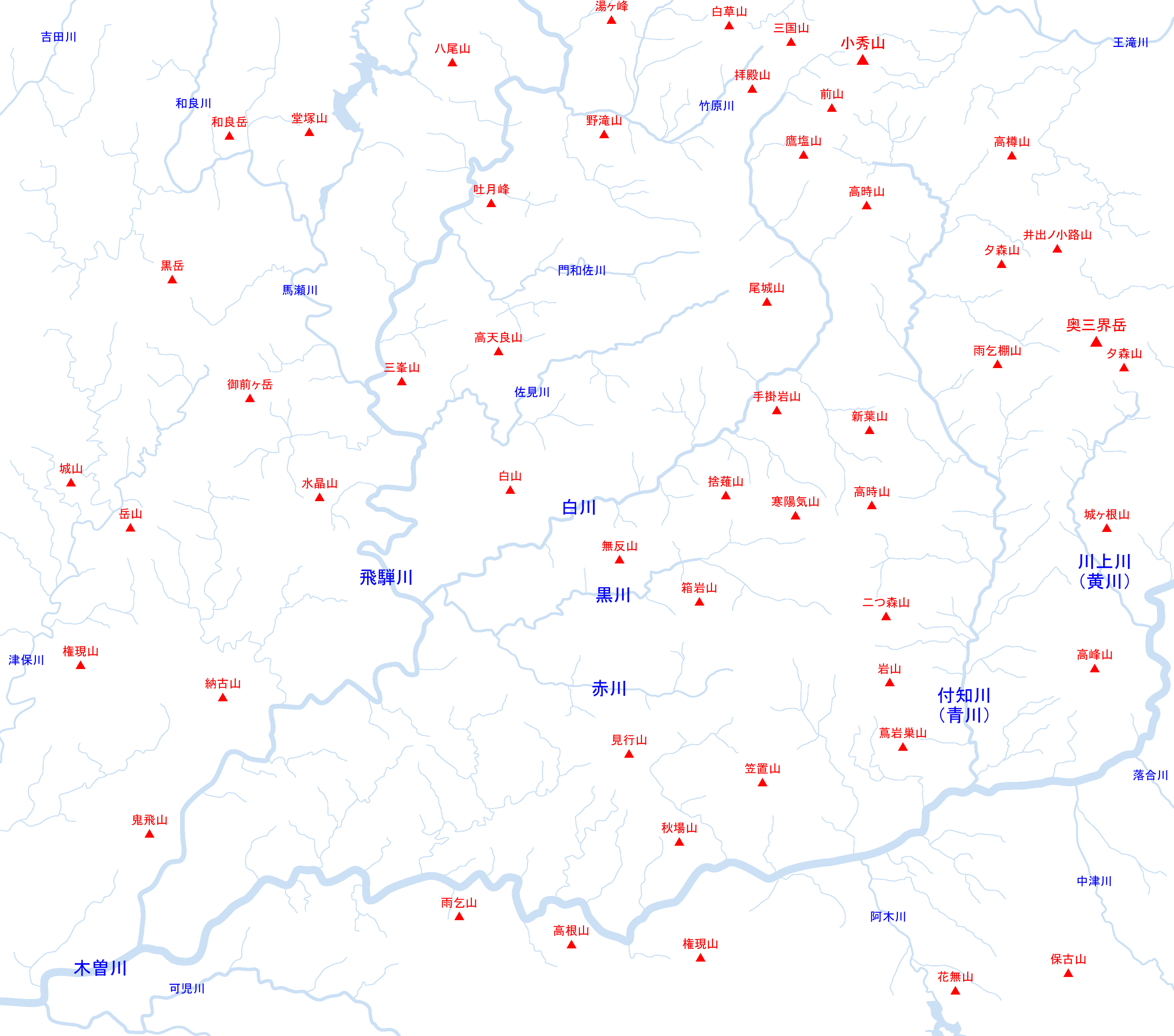
東濃五色川とその周辺の地理

- 山 - 納古山、水晶山
- 河川 - 飛騨川、神淵川

### 隣接している自治体
- 北 - 下呂市
- 東 - 加茂郡白川町
- 南 - 加茂郡八百津町
- 西 - 関市、美濃加茂市、加茂郡川辺町

## 人口
減少傾向であり、岐阜県の町では最も少なく、村を含めると白川村、東白川村に次いで3番目に少ない。
| |                                        |  |
| 七宗町と全国の年齢別人口分布（2005年） | 七宗町の年齢・男女別人口分布（2005年） |  |
| ■紫色 ― 七宗町 ■緑色 ― 日本全国 | ■青色 ― 男性 ■赤色 ― 女性              |  |
| 七宗町（に相当する地域）の人口の推移 \| 1970年（昭和45年） \| 6,688人 \| \| \| 1975年（昭和50年） \| 6,569人 \| \| \| 1980年（昭和55年） \| 6,435人 \| \| \| 1985年（昭和60年） \| 6,527人 \| \| \| 1990年（平成2年） \| 6,097人 \| \| \| 1995年（平成7年） \| 5,748人 \| \| \| 2000年（平成12年） \| 5,234人 \| \| \| 2005年（平成17年） \| 4,870人 \| \| \| 2010年（平成22年） \| 4,484人 \| \| \| 2015年（平成27年） \| 3,876人 \| \| \| 2020年（令和2年） \| 3,402人 \| \| |                                        |  |
| 総務省統計局 国勢調査より |                                        |  |
| 1970年（昭和45年） | 6,688人                                |  |
| 1975年（昭和50年） | 6,569人                                |  |
| 1980年（昭和55年） | 6,435人                                |  |
| 1985年（昭和60年） | 6,527人                                |  |
| 1990年（平成2年） | 6,097人                                |  |
| 1995年（平成7年） | 5,748人                                |  |
| 2000年（平成12年） | 5,234人                                |  |
| 2005年（平成17年） | 4,870人                                |  |
| 2010年（平成22年） | 4,484人                                |  |
| 2015年（平成27年） | 3,876人                                |  |
| 2020年（令和2年） | 3,402人                                |  |

### 地名
- 神渕　（旧・神渕村）
- 上麻生　（旧・上麻生村）
- 川並　（旧・上麻生村。元は1953年に久田見村から編入された地区）
- 中麻生　（旧・下麻生町の一部）

## 歴史
- 1873年（明治6年）4月1日 - 武儀郡の間見村、大橋村、大塚村、寺洞村、奥田村、八日市村、中切村、万場村、葉津村、杉洞村が合併し、神渕村となる。
- 1889年（明治22年）7月1日 - 町村制により武儀郡神渕村が発足する。
- 1952年（昭和27年）8月1日 - 武儀郡上麻生村の所属郡が加茂郡に変更。
- 1953年（昭和28年）5月1日 - 加茂郡久田見村と境界変更。久田見村大字上吉田の一部（川並集落）が上麻生村に編入される。
- 1955年（昭和30年）2月11日 - 加茂郡上麻生村・武儀郡神渕村が合併し、加茂郡七宗村が発足。
- 1956年（昭和31年）9月30日 - 下麻生町の一部（中麻生）を編入する（下麻生町の残りは川辺町へ編入）。
- 1970年（昭和45年）- 飛騨川河床から約20億年前の片麻岩（日本最古の石）が発見される。
- 1971年（昭和46年）4月1日 - 町制施行により七宗町となる。
- 2003年（平成15年）4月1日 - 美濃加茂市、坂祝町、富加町、川辺町、八百津町、白川町、東白川村とともに「美濃加茂市・加茂郡町村合併協議会」を設置する。
- 2004年（平成16年）12月31日 - 合併協議会が解散される。

### 変遷表
| 明治元年        | 明治6年 4月1日                 | 明治12年 3月18日 郡区町村 編制法施行 | 明治22年 7月1日 町村制施行 | 明治26年 4月27日                      | 明治29年 11月13日    | 明治30年 4月1日                                  | 昭和27年 8月1日                          | 昭和28年 5月1日                                               | 昭和30年 2月11日               | 昭和31年 9月30日                                    | 昭和46年 4月1日 町制               | 現在                   |
| --------------- | ------------------------------ | ------------------------------------ | -------------------------- | ------------------------------------- | -------------------- | ------------------------------------------------ | ---------------------------------------- | ------------------------------------------------------------- | ------------------------------ | --------------------------------------------------- | ---------------------------------- | ---------------------- |
| 加茂郡 上川辺村 | 加茂郡 上川辺村                | 加茂郡 上川辺村                      | 加茂郡 麻川村              | 明治26年 4月27日 分立 加茂郡 上川辺村 | 加茂郡 上川辺村      | 加茂郡 上川辺村                                  | 加茂郡 上川辺村                          | 加茂郡 上川辺村                                               | 加茂郡 上川辺村                | 昭和31年 9月30日 加茂郡 川辺町に編入                | 加茂郡 川辺町 の一部               | 加茂郡 川辺町 の一部   |
| 加茂郡 下麻生村 | 加茂郡 下麻生村                | 加茂郡 下麻生村                      | 加茂郡 麻川村              | 明治26年 4月27日 分立 加茂郡 下麻生村 | 町制 加茂郡 下麻生町 | 加茂郡 下麻生町                                  | 加茂郡 下麻生町                          | 加茂郡 下麻生町                                               | 加茂郡 下麻生町                | 昭和31年 9月30日 ※字・中麻生を 加茂郡 七宗村 に編入 | 昭和46年 4月1日 町制 加茂郡 七宗町 | 加茂郡 七宗町          |
| 武儀郡 間見村   | 明治6年 4月1日 武儀郡 神渕村   | 武儀郡 神渕村                        | 武儀郡 神渕村              | 武儀郡 神渕村                         | 武儀郡 神渕村        | 武儀郡 神渕村                                    | 加茂郡 神渕村                            | 加茂郡 神渕村                                                 | 昭和30年 2月11日 加茂郡 七宗村 | 加茂郡 七宗村                                       | 昭和46年 4月1日 町制 加茂郡 七宗町 | 加茂郡 七宗町          |
| 武儀郡 大橋村   | 明治6年 4月1日 武儀郡 神渕村   | 武儀郡 神渕村                        | 武儀郡 神渕村              | 武儀郡 神渕村                         | 武儀郡 神渕村        | 武儀郡 神渕村                                    | 加茂郡 神渕村                            | 加茂郡 神渕村                                                 | 昭和30年 2月11日 加茂郡 七宗村 | 加茂郡 七宗村                                       | 昭和46年 4月1日 町制 加茂郡 七宗町 | 加茂郡 七宗町          |
| 武儀郡 大塚村   | 明治6年 4月1日 武儀郡 神渕村   | 武儀郡 神渕村                        | 武儀郡 神渕村              | 武儀郡 神渕村                         | 武儀郡 神渕村        | 武儀郡 神渕村                                    | 加茂郡 神渕村                            | 加茂郡 神渕村                                                 | 昭和30年 2月11日 加茂郡 七宗村 | 加茂郡 七宗村                                       | 昭和46年 4月1日 町制 加茂郡 七宗町 | 加茂郡 七宗町          |
| 武儀郡 寺洞村   | 明治6年 4月1日 武儀郡 神渕村   | 武儀郡 神渕村                        | 武儀郡 神渕村              | 武儀郡 神渕村                         | 武儀郡 神渕村        | 武儀郡 神渕村                                    | 加茂郡 神渕村                            | 加茂郡 神渕村                                                 | 昭和30年 2月11日 加茂郡 七宗村 | 加茂郡 七宗村                                       | 昭和46年 4月1日 町制 加茂郡 七宗町 | 加茂郡 七宗町          |
| 武儀郡 中切村   | 明治6年 4月1日 武儀郡 神渕村   | 武儀郡 神渕村                        | 武儀郡 神渕村              | 武儀郡 神渕村                         | 武儀郡 神渕村        | 武儀郡 神渕村                                    | 加茂郡 神渕村                            | 加茂郡 神渕村                                                 | 昭和30年 2月11日 加茂郡 七宗村 | 加茂郡 七宗村                                       | 昭和46年 4月1日 町制 加茂郡 七宗町 | 加茂郡 七宗町          |
| 武儀郡 八日市村 | 明治6年 4月1日 武儀郡 神渕村   | 武儀郡 神渕村                        | 武儀郡 神渕村              | 武儀郡 神渕村                         | 武儀郡 神渕村        | 武儀郡 神渕村                                    | 加茂郡 神渕村                            | 加茂郡 神渕村                                                 | 昭和30年 2月11日 加茂郡 七宗村 | 加茂郡 七宗村                                       | 昭和46年 4月1日 町制 加茂郡 七宗町 | 加茂郡 七宗町          |
| 武儀郡 奥田村   | 明治6年 4月1日 武儀郡 神渕村   | 武儀郡 神渕村                        | 武儀郡 神渕村              | 武儀郡 神渕村                         | 武儀郡 神渕村        | 武儀郡 神渕村                                    | 加茂郡 神渕村                            | 加茂郡 神渕村                                                 | 昭和30年 2月11日 加茂郡 七宗村 | 加茂郡 七宗村                                       | 昭和46年 4月1日 町制 加茂郡 七宗町 | 加茂郡 七宗町          |
| 武儀郡 万場村   | 明治6年 4月1日 武儀郡 神渕村   | 武儀郡 神渕村                        | 武儀郡 神渕村              | 武儀郡 神渕村                         | 武儀郡 神渕村        | 武儀郡 神渕村                                    | 加茂郡 神渕村                            | 加茂郡 神渕村                                                 | 昭和30年 2月11日 加茂郡 七宗村 | 加茂郡 七宗村                                       | 昭和46年 4月1日 町制 加茂郡 七宗町 | 加茂郡 七宗町          |
| 武儀郡 杉洞村   | 明治6年 4月1日 武儀郡 神渕村   | 武儀郡 神渕村                        | 武儀郡 神渕村              | 武儀郡 神渕村                         | 武儀郡 神渕村        | 武儀郡 神渕村                                    | 加茂郡 神渕村                            | 加茂郡 神渕村                                                 | 昭和30年 2月11日 加茂郡 七宗村 | 加茂郡 七宗村                                       | 昭和46年 4月1日 町制 加茂郡 七宗町 | 加茂郡 七宗町          |
| 武儀郡 葉須村   | 明治6年 4月1日 武儀郡 神渕村   | 武儀郡 神渕村                        | 武儀郡 神渕村              | 武儀郡 神渕村                         | 武儀郡 神渕村        | 武儀郡 神渕村                                    | 加茂郡 神渕村                            | 加茂郡 神渕村                                                 | 昭和30年 2月11日 加茂郡 七宗村 | 加茂郡 七宗村                                       | 昭和46年 4月1日 町制 加茂郡 七宗町 | 加茂郡 七宗町          |
| 武儀郡 葛屋村   | 明治6年 4月1日 武儀郡 上麻生村 | 武儀郡 上麻生村                      | 武儀郡 上麻生村            | 武儀郡 上麻生村                       | 武儀郡 上麻生村      | 武儀郡 上麻生村 ※分郷組が 加茂郡 久田見村 に編入 | 昭和27年 8月1日 所属変更 加茂郡 上麻生村 | 加茂郡 上麻生村 ※久田見村 上吉田の 川並集落が 上麻生村 に編入 | 昭和30年 2月11日 加茂郡 七宗村 | 加茂郡 七宗村                                       | 昭和46年 4月1日 町制 加茂郡 七宗町 | 加茂郡 七宗町          |
| 武儀郡 室兼村   | 明治6年 4月1日 武儀郡 上麻生村 | 武儀郡 上麻生村                      | 武儀郡 上麻生村            | 武儀郡 上麻生村                       | 武儀郡 上麻生村      | 武儀郡 上麻生村 ※分郷組が 加茂郡 久田見村 に編入 | 昭和27年 8月1日 所属変更 加茂郡 上麻生村 | 加茂郡 上麻生村 ※久田見村 上吉田の 川並集落が 上麻生村 に編入 | 昭和30年 2月11日 加茂郡 七宗村 | 加茂郡 七宗村                                       | 昭和46年 4月1日 町制 加茂郡 七宗町 | 加茂郡 七宗町          |
| 武儀郡 追洞村   | 明治6年 4月1日 武儀郡 上麻生村 | 武儀郡 上麻生村                      | 武儀郡 上麻生村            | 武儀郡 上麻生村                       | 武儀郡 上麻生村      | 武儀郡 上麻生村 ※分郷組が 加茂郡 久田見村 に編入 | 昭和27年 8月1日 所属変更 加茂郡 上麻生村 | 加茂郡 上麻生村 ※久田見村 上吉田の 川並集落が 上麻生村 に編入 | 昭和30年 2月11日 加茂郡 七宗村 | 加茂郡 七宗村                                       | 昭和46年 4月1日 町制 加茂郡 七宗町 | 加茂郡 七宗町          |
| 武儀郡 飯高村   | 明治6年 4月1日 武儀郡 上麻生村 | 武儀郡 上麻生村                      | 武儀郡 上麻生村            | 武儀郡 上麻生村                       | 武儀郡 上麻生村      | 武儀郡 上麻生村 ※分郷組が 加茂郡 久田見村 に編入 | 昭和27年 8月1日 所属変更 加茂郡 上麻生村 | 加茂郡 上麻生村 ※久田見村 上吉田の 川並集落が 上麻生村 に編入 | 昭和30年 2月11日 加茂郡 七宗村 | 加茂郡 七宗村                                       | 昭和46年 4月1日 町制 加茂郡 七宗町 | 加茂郡 七宗町          |
| 武儀郡 勝之洞村 | 明治6年 4月1日 武儀郡 上麻生村 | 武儀郡 上麻生村                      | 武儀郡 上麻生村            | 武儀郡 上麻生村                       | 武儀郡 上麻生村      | 武儀郡 上麻生村 ※分郷組が 加茂郡 久田見村 に編入 | 昭和27年 8月1日 所属変更 加茂郡 上麻生村 | 加茂郡 上麻生村 ※久田見村 上吉田の 川並集落が 上麻生村 に編入 | 昭和30年 2月11日 加茂郡 七宗村 | 加茂郡 七宗村                                       | 昭和46年 4月1日 町制 加茂郡 七宗町 | 加茂郡 七宗町          |
| 武儀郡 本郷村   | 明治6年 4月1日 武儀郡 上麻生村 | 武儀郡 上麻生村                      | 武儀郡 上麻生村            | 武儀郡 上麻生村                       | 武儀郡 上麻生村      | 武儀郡 上麻生村 ※分郷組が 加茂郡 久田見村 に編入 | 昭和27年 8月1日 所属変更 加茂郡 上麻生村 | 加茂郡 上麻生村 ※久田見村 上吉田の 川並集落が 上麻生村 に編入 | 昭和30年 2月11日 加茂郡 七宗村 | 加茂郡 七宗村                                       | 昭和46年 4月1日 町制 加茂郡 七宗町 | 加茂郡 七宗町          |
| 加茂郡 上吉田村 | 加茂郡 上吉田村                | 加茂郡 上吉田村                      | 加茂郡 上吉田村            | 加茂郡 上吉田村                       | 加茂郡 上吉田村      | 明治30年 4月1日 加茂郡 久田見村                  | 加茂郡 久田見村                          | 加茂郡 上麻生村 ※久田見村 上吉田の 川並集落が 上麻生村 に編入 | 昭和30年 2月11日 加茂郡 七宗村 | 加茂郡 七宗村                                       | 昭和46年 4月1日 町制 加茂郡 七宗町 | 加茂郡 七宗町          |
| 加茂郡 上吉田村 | 加茂郡 上吉田村                | 加茂郡 上吉田村                      | 加茂郡 上吉田村            | 加茂郡 上吉田村                       | 加茂郡 上吉田村      | 明治30年 4月1日 加茂郡 久田見村                  | 加茂郡 久田見村                          | 加茂郡 久田見村                                               | 加茂郡 久田見村                | 昭和31年 9月30日 加茂郡 八百津町に編入              | 加茂郡 八百津町 の一部             | 加茂郡 八百津町 の一部 |

## 行政

### 町長
- 堀部勝広（2025年3月28日～）

### 議会
- 定数：8名
- 任期：2027（令和9）年7月10日

## 施設
- 中部森林管理局岐阜森林管理署七宗森林事務所
- 岐阜県警察加茂警察署
  - 上麻生駐在所
  - 神渕駐在所
- 可茂消防事務組合東消防署
  - 七宗出張所
- 七宗町役場
- 七宗町商工会
- 七宗町水道管理所
- 生きがい健康センター（地域包括支援センター）
- 木の国七宗コミュニティーセンター
- 神渕コミュニティーセンター　（七宗町役場神渕支所を併設）
- 七宗町体育館 - 2023年3月31日閉館
- 地域福祉センター「サンホーム七宗」
- 七宗郵便局
- 神渕郵便局

## 教育

### 小学校
- 七宗町立上麻生小学校
- 七宗町立神渕小学校

### 中学校
- 七宗町立七宗中学校

## 交通

### 鉄道
東海旅客鉄道（JR東海）
- 高山本線：上麻生駅

かつては七宗森林鉄道が存在した。

### 道路
- 一般国道
  - 国道41号
- 一般県道
  - 岐阜県道58号関金山線
  - 岐阜県道64号可児金山線
  - 岐阜県道97号富加七宗線
  - 岐阜県道354号上麻生停車場線
  - 岐阜県道402号中野方七宗線

### バス
- 七宗町営バス

### 道の駅
- ロック・ガーデンひちそう

## 名所・旧跡・観光スポット・祭事・催事

### 観光
- 飛水峡 - 日本最古の石・飛水峡の甌穴群。
- 日本最古の石博物館
- 神淵神社 - 境内の大杉は国指定の天然記念物である。
- 七宗町蒸気機関車展示館（C12 163を展示）

### 寺院
- 眞光寺
- 龍門寺
- 寶生寺
- 東禅寺
- 寶樹寺
- 示現寺
- 威福寺
- 観音寺